# Banquete en silencio
Banquete en silencio es una pintura de la década de 1930 hecha por el artista estadounidense Marsden Hartley. Está en la colección del Museo Metropolitano de Arte de Nueva York.

## Historia
La pintura fue creada en 1935-1936 y está compuesta de pintura al óleo sobre lienzo. La obra representa un plato de banquete con pescado y fruta no identificada.
La obra de arte fue entregada por Marsden Hartley a Georgia O'Keeffe, quien luego la donó al Museo Metropolitano de Arte.